# 電撃ドクターモアイくん
『電撃ドクターモアイくん』（でんげきドクターモアイくん）は、岩村俊哉による日本の漫画作品。『月刊少年ガンガン』（エニックス（現・スクウェア・エニックス））にて1992年10月号より1996年No.8まで連載された。全49話、単行本は全5巻。2011年4月より、電子書籍配信サイト「マンガ図書館Z」で配信されている他、2021年10月よりナンバーナインから新装版が配信されている。

## 概要
とてつもなくバカでおまけにホモだが、医学に関しては優秀な知識を持つ小学生・茂相ヒロト（以下モアイ）が主人公となって練馬区にある架空の町、「石爺町（しゃくじじいちょう）」を舞台にドタバタを繰り広げるギャグ漫画。テンポの良いギャグと登場キャラクターのぶっ飛んだ行動が当時の小学生読者を中心にヒットした。作中には様々な漫画、アニメ、映画のパロディがちりばめられており、当時の小学生ではおよそ元ネタがわからないであろうものも多い。
岩村俊哉の代表作ともいえる存在であり、作者の知名度を大いに向上させた。
『月刊少年ガンガン』での連載終了から15年近く経ち、岩村は今の子供たちにも作品を読んでほしいとの思いから、各出版社に再版を頼んだり、続編の企画を持ち込んでいたが、2011年4月29日からJコミ（マンガ図書館Z）で電子書籍として配信が開始された。

## 登場人物

### 茂相家
茂相 ヒロト（もあい ヒロト）
主人公。小学生。電撃小学校5年5組の生徒。友人や先生からは「モアイ君」と呼ばれている。あだ名はモアイであるが、イースター島のモアイとは関係がなくおにぎりのような三角形の顔形をしており、額帯鏡をつけている。「〜っス」が口癖。この口癖は、母親である葉々代も使っている。同級生から「ウルトラバカ」とまで言われるほどの馬鹿であり変態だが、医学に関しては非常に優秀な知識を持ち、医師の資格試験で満点を取るほどである。しかし、物語が進むにつれて医学の天才である設定はあまり出てこなくなる。なお、モアイは小学生であるため、本来であれば現時点で医師になることはできない（医師国家試験の項目参照）が、日本医師会会長である株木田の独断で試験が行われ、モアイはそれに合格したため医学資格を持つ初の少年ドクターとなった。ただし、義務教育が終わるまでは診察料を取ることはできないことになっている。医学の知識が身についたのは、幼少時に父親である父蔵がエロ本と勘違いして万引きした医学書を読んでいたため。
自他共に認めるホモであり、同級生の海賀大介に惚れていてアプローチを繰り返しているが、海賀からは相手にされていない。父蔵とはささいな事でしょっちゅう喧嘩をしており、家を崩壊させるほどのすさまじい戦いをするが、なんだかんだで親子仲は良い。
ファーストキスの相手は後述の夜叉子。
茂相 父蔵（もあい ちちぞう）
モアイの父親。妻は葉々代。日光出身。モアイと同様おにぎりのような三角形の顔形をしており、息子同様かなりの馬鹿で変態であるがホモではない。普段は法被を着ている。かなりのお調子者。発明好きであり巨大ロボット「チチゾー・ロボ」を作ったり家の中に秘密基地があったりとかなりの科学技術を持っているようである。正体は3億年前の暗黒時代を支配していた大魔導王・チチゾ王の魔力の一部が人の形を取った存在。若い頃は拳帝（けんてい）・不死身の父蔵と呼ばれ、日本拳法界の帝王であり、世界最強の男であった。世界支配をたくらむ拳魔王と戦って刺し違えた結果、記憶を失い、現在はただの発明好きのギャンブルおやじである。
葉々代とは旅館「もあい」で働いていたことがきっかけで知り合った。父蔵が宝くじにボーナスをつぎ込んだのが原因で葉々代に逃げられるが、後に和解。必殺技は「父蔵フラッシュ」「チチゾー光線」など。
茂相 葉々代（もあい ははよ）
モアイの母親であり父蔵の妻。息子のモアイと同じく口癖は「〜っス」。かつては相当な美少女で、日光にある旅館「もあい」のお嬢様であった。駆け落ちの形で実家を飛び出して結婚したようで、父蔵のことを「父蔵ちゃん」と呼んでいる。女性に抱きつかれるとジンマシンが出るモアイが平気でいられる、数少ない一人。
肉体能力は高く、父蔵との喧嘩で家を出た後は北海道沖のサケマス漁に乗り込み、漁船が難破して必死で泳ぎ続けて辿り着いたオーストラリアでダイヤモンド鉱山を掘り当て「ダイヤモンドの女王」と呼ばれるまでに至る。モアイをオーストラリアに連れて行くため迎えに来たが、父蔵との和解後は親子3人で暮らす。

### 電撃小学校生徒
海賀 大介（うみが だいすけ）
電撃小学校5年生。モアイの友人でありクラスメイト。ホモであるモアイに惚れられており、何度もアプローチを繰り返されるが相手にしていない。ナコちゃんとは相思相愛であり、彼女の危機には命を懸けて戦う。基本的に常識人であるが、ナコちゃんのことになると人が変わることも。バレンタインデーには大量のチョコレートをもらうほどモテる。初期はメインの一般人キャラクターだったがいつのまにか必殺技「海賀パンチ」「海賀ファイナルクラッシュ」「海賀ファイナルバーニング」「海賀バーニングキャノン」など炎を生み出す技を使い出すようになる。家族に、父・海賀 大機雷（うみが だいきらい）と母親がいる。
捨木 奈子（すてき なこ）
電撃小学校5年生。通称ナコちゃん。モアイのクラスメイトであり電撃小学校のアイドル。ガンズや鳥頭を始め、同級生たちの憧れの的である。優しい性格で、モアイとも仲が良い。自他共に認めるホモのモアイも奈子の女性的魅力には参ってしまうこともあり、抱き付かれてもジンマシンの出ない数少ない女子の一人。海賀大介とは相思相愛。
かなり大きなお屋敷に住んでおり、お嬢様暮らしをしている様子がうかがえる（第15話など）。
願図 義明（がんず よしあき）
電撃小学校5年生。通称ガンズ。初登場の回で鳥頭以外のクラスメイトが存在を知らなかったこと、クリスマス会の話などから以前はモアイたちとは別の小学校にいたようであるが、現在はモアイのクラスメイト。長髪で小学生とは思えぬ大人びた風貌。鳥頭いわく、ヤクザでさえも一目置くほどの武闘派小学生。ローゼス団という軍団を率いていた。自己中心的な性格でかなりの乱暴者であるが、バレンタインには大量のチョコをもらうなど、女子には人気があるようである。両親がいるが、後に父親の海外赴任により両親はアフリカへ行ったため一人暮らしする事になる。海賀大介と同じくいつのまにか強力な戦闘力を身に付け拳法を使う。趣味はロックコンサート。バンドを組んでいる。他にも学生プロレスなどもやっていた。
ファーストキスの相手はモアイ。
天堂 夜叉子（てんどう やしゃこ）
電撃小学校5年生。モアイのクラスメイト。大金持ちの家の娘で、美人かつスタイルも良い。モアイに木に引っかかった帽子を取ってもらって以来モアイに惚れており、モアイのホモを治そうと熱烈なアプローチでつきまとう。ホモのモアイにとってはいい迷惑であるが、本人はまったく意に介していないようである。忍術やテニスなどあらゆる習い事をしており、みな免許皆伝の腕前。必殺技は「奥義 御嬢様拳」。
お嬢様であること、美人度合も奈子といい勝負であるのだが、夜叉子の場合抱き付かれたモアイはジンマシンを出しており、強引な部分が苦手なようである。
鳥頭 タカシ（とりあたま タカシ）
電撃小学校5年生。モアイのクラスメイト。その名の通り、ニワトリのトサカのようなモヒカン頭が特徴。太っており、乱暴者でガキ大将的存在。モアイが調剤した薬の実験台にされ、その度に副作用でひどい目に遭わされる事が多い。よくモアイと喧嘩しているが、一緒に遊ぶことも多く仲は良いようである。電撃小相撲部部長。そっくりな顔をした母親がいる。
ファーストキスの相手はゴリラ。
叙応 佐魔子（じょおう さまこ）
電撃小学校5年生。モアイのクラスメイト。黒い下着を身に着けるなど小学生らしからぬ大人っぽさを持つ少女。女王様気質を持ち、高飛車で意地悪な性格であり、よくモアイをいじめて楽しんでいる。保健委員をしていたこともある。ミチルという姉がいる。
一度は助けてもらったガンズに惚れて、モアイに作らせた惚れ薬入りのチョコを渡そうとした事もある。
叙応 ミチル（じょおう ミチル）
電撃小学校6年生。佐魔子の姉。男と間違われるほどの美形だが、男と間違われると激しく怒る。女子生徒の憧れの的である。その風貌ゆえモアイに誤解され惚れられたことも。自分より強い者しか男として認めないという信念を持っている。必殺技は燃える情熱で相手を燃やす「爆炎拳」。
社辺栗 太郎（しゃべくり たろう）
電撃小学校5年生。モアイのクラスメイト。放送部所属。その名の通りクリのような顔をしている。背が低く、やや気の弱い性格。試合や競技の際には解説役のマキチと共に実況を行うことも。奈子にベタ惚れしており、運動会では8ミリカメラを回しながら鼻血を出し失血死寸前となるほど。
武井くん（Vちゃん）（たけいくん〈ブイちゃん〉）
電撃小学校5年生。モアイのクラスメイト。暗く大人しい性格で目立たない存在だったが、女装しオカマとなることで性格が一変し、明るく活発な性格になった。本人いわく服装を変えることで性格だけでなく能力も変わるらしく、レオタードを着ることで戦闘Vちゃんとなり、戦闘能力が上昇する。必殺技「御釜拳」。クリスマス会の話では回想シーンでオカマになる前の姿を見せている。

### 電撃小学校教師陣
夢野 理々果（ゆめの りりか）
電撃小学校5年5組担任。女性教師。モアイ達の先生。おっとりした性格で天然ボケ気味かつ非常に鈍感なところがあるが、優しい性格の人格者である。校長には激しいツッコミをかますことも。
鳩野 金具（はとの きんぐ）
電撃小学校校長。トランプのキングのような姿をしている。過激な性格で、勝負の決着のために様々な仕掛けを施した舞台を用意し、生徒に命がけの戦いをさせることを楽しんでいる危ない男である。影の校長軍団を従えている。本人いわく、校長の暴虐をPTAに訴えようとした生徒はみな謎の大怪我を負うという。
治療院　菜亜子（ちりょういん なあす）
電撃小学校保健の先生。ナース姿をした、スタイル抜群の女性。かつて「カウント博士」に師事しており、それ故に伝説の奇病「カウント病」に詳しい。解毒剤を作ろうとする。

### その他の登場人物
株木田（かぶきだ）
日本医師会会長。医者の帝王と呼ばれている。モアイに医師の免状を与える。
サミー
黒人の神父。「デース」が口癖。いつもビンボーに悩まされており、そのあまりのビンボーぶりは正月の賽銭目当てで教会に鳥居を建て神社にするほど。土木工事のバイトをしていたこともある。物語の後半にはかなり堕落しておりスリや黒魔術までやっていたことも。
王 担面（ワン タンメン）
餃子店「ギョーザ大魔王」を経営する中国人。「アル」が口癖。餃子大食い勝負を行い優勝者には100万円を支払うイベントを催したが、実はインチキだったため怒った海賀たちに優勝される。店の餃子は大食いされないように油ギトギトに作ってあるので、非常にまずい。
伊集院 源（いじゅういん げん）
通称ゲンさん。練馬で豆腐屋を営んでいる。生き別れの双子の弟に留がいる。
伊集院 留（いじゅういん とめ）
豆腐屋ゲンさんの生き別れの双子の弟。念力マシーンを使い、練馬区の影の区長となり練馬の平和を守っていた。モアイにより機械を壊されるも、その際に兄の源と再会。兄との再会後は、兄弟二人で豆腐屋を続ける。のちに新たな念力マシーンを使用し、影の区長として警告を発しているシーンがあるが、名前が「源さん」となっている。
パー太（パーた）
河童。「ッパー」が口癖。モアイと外見が似ているため水死体と間違われた。人間によって住処の川が汚されたため電撃小のプールを奪おうとするが、後に和解し、石爺公園の池に棲み付いた。
惚れ薬入りのチョコを食べさせられたモアイにキスされた事もある。
飴屋さん
飴を作り行商している男。本名は立川ワコール。亡き妻飴子と共同開発した自慢の飴をただ食べてもらうためだけに現れたが、モアイに殺されかけたり、父蔵にバズーカで飴を破壊されたりと酷い目にあった結果クリーチャーのような生物になる。
サンタクロース
本物のサンタクロース。巨大ロボットをただのおもちゃにしてしまう力を持つ。本来優しい性格であったが、ソリを引くトナカイである坂本、小田をモアイに殺害され、それ以来クリスマスのたびにモアイたちへの復讐に燃える性格になってしまった。
大魔導王・チチゾ王（だいまどうおう・チチゾおう）
3億年前の暗黒時代を支配していた魔王。魔力の一部が3億年後の世界である現代に流れ、人の形を取り父蔵となった。自らの分身・父蔵を吸収しようとたくらむも、融合しようとした魔王に父蔵が打ち勝ち、逆に吸収されてしまうことになる。必殺技は「アル・コール」。
医療看護ロボット るりぃ（いりょうかんごロボット るりぃ）
父蔵が作った女性型医療看護用ロボット。製番名CR-4。医療の仕事が忙しいモアイの助手をするために作られた。真面目な性格だが加減を知らないためモアイによって壊されかけるが、るりぃの一生懸命さに打たれ和解する。単3乾電池2本で20分稼動可能。あらゆる所に医療ロボットらしからぬ武装をしている。夜叉子にモアイとの関係を誤解されテニスで勝負することになるが、後に和解し友人となる。名前の由来は父蔵が昔飼育していたカメの名前である。